# Polychron
Polychron è un monastero bizantino in Bitinia, in Anatolia, sul pendio di Uludag. Metochio al monastero di Studion.

## Storia
San Metodio divenne monaco nel monastero nell'851. Dopo la sua missione presso i Saraceni nello stesso anno, Costantino Cirillo il filosofo vi si stabilì, dove i due fratelli Cirillo e Metodio nell'862/863 crearono il primo alfabeto slavo: l'alfabeto glagolitico. 